# Pašijové hry v Oberammergau
Pašijové hry v Oberammergau se konají každých deset let v bavorském městě Oberammergau od roku. Jedná se o jedny z nejznámějších pašijových her na světě. Hry vznikly roku 1634 jako dík obyvatel vesnice za záchranu před morovou epidemií. Od roku 1680 probíhají představení každých deset let (6. pašijové hry 1680).

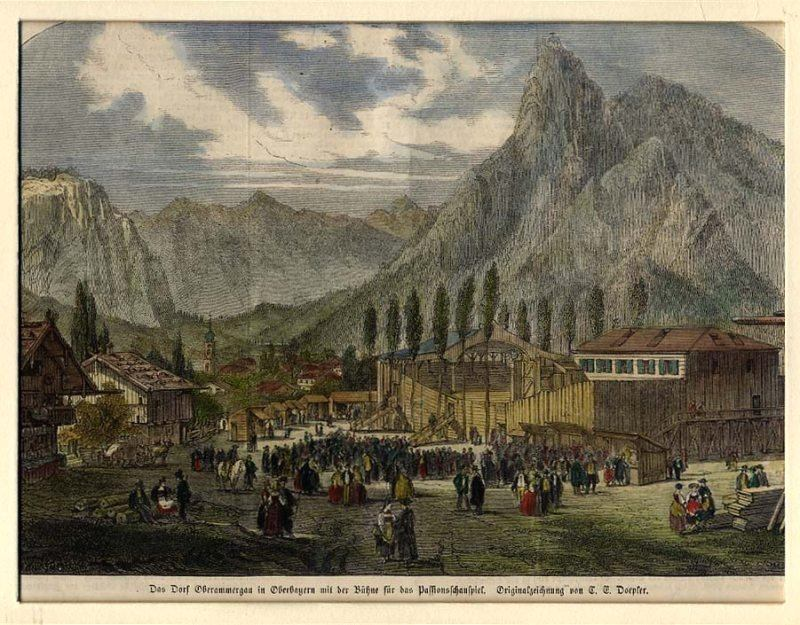
Pašijové hry roku 1860 na ilustraci od Carla Emila Doeplera

## Historie

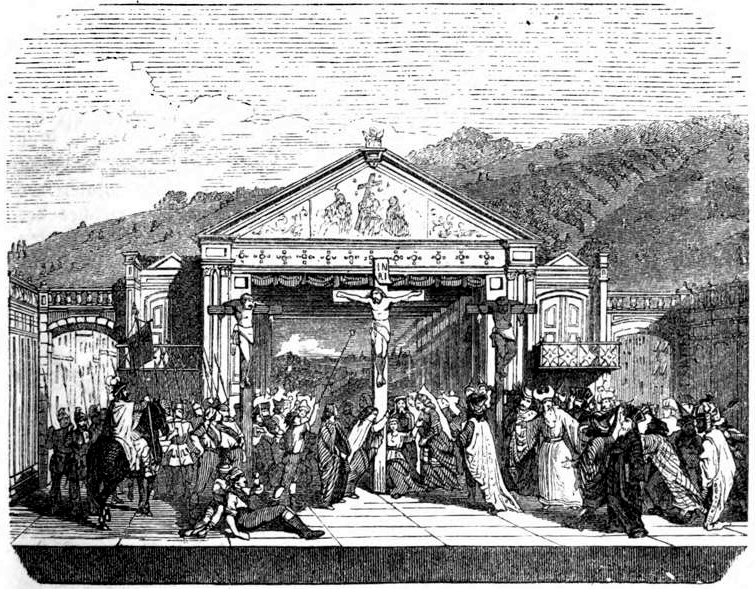
Pašijové hry 1863

### Vznik her
Podle místního faráře Josepha A. Daisenbergera byl počátek 17. století v Oberammergau klidný. Při slavnosti vysvěcení nového farního kostela roku 1632, tedy v období významného rozšíření morové epidemie v Nemecku, byl do obce Kasparem Sindlerem zavlečen právě mor, na který v následujícím roce zemřely desítky obyvatel. Po usilovných modlitbách ovšem nemoc ustoupila. Farnost se tedy zavázala, že jako dík bude každých deset let hrát pašijové hry. První pašijové hry v Oberammergau se konaly roku 1634.

### První hry
První hry roku 1634 odehráli místní o letnicích na provizorním jevišti postaveném nad hroby obětí moru. Farář J. A. Daisenberger pak v kronice zmiňuje, že pašijové hry v Oberammergau mají starší tradici a již před rokem 1600 probíhaly v postní době jako akt náboženské osvěty. Slib z roku 1633 tedy podle něj má za cíl „zaznamenat prastarý zvyk s jasným příslibem pravidelných představení." Toto tvrzení ovšem nelze potvrdit. V letech 1600-1650 se v oblasti pravidelně konalo 40 různých pašijových her, v letech 1650-1700 pak dokonce 250.

### Pašijové hry 1664
Pro pašijové hry 1664 byla v roce 1662 zhotovena kopie původních textů Oberammergauských pašijí. V roce 1880 bylo zjištěno, že tety pocházejí ze dvou her vzniklých ještě před rokem 1634.
Většina z 4902 veršů pochází z rukopisu pašijových her z druhé poloviny 15. století. Tento rukopis byl nalezen v Augsburgském benediktinském klášteře svatých Ulricha und Afry.

### Pašijové hry 1674
Vikář Michael Eyrl, první jménem známý organizátor her, zjišťuje, že se o hry zvyšuje zájem a upozorňuje na potřebnost vzniku důstojných prostorů pro pořádání her. Také rozhoduje o změně termínu her, kdy se budou konat v roce 1680 (nikoli 1684) a dále pak každých deset let.

### Pašijové hry v letech 1680 až 1700
Z této doby se dochavaly účetní knihy. V roce 1690 byly náklady 45 zlatých a 45 krejcarů.
Díky účetním knih je také dokázáno, že vznikl hudebníbdoprovod pašijových her, protože „pánové trubači z Ettalu“ dostali za účast 2 zlaté.
Účetní knihy uvádí, že náklady byly celkem 60 zlatých:
- 12 zlatých 30 kr.  Bernhardu Steinlemu za režii her,
- 19 zlatých malířům Würmseerovi a Faistenmantlovi za výzdobu,
- 10 guldenů hercům na pití,
- 2 zlaté pánům trubačům z Ettalu.

Oblečení pro herce bylo zapůjčeno z kláštera Rottenbuch.